# Masculí, femení
 Masculí femení  (original: Masculin, féminin) és una pel·lícula francesa de Jean-Luc Godard estrenada el 1966 i doblada al català.

## Argument
Paul, tot just desmobilitzat, és a la recerca d'un treball i milita contra la guerra al Vietnam. Està enamorat de Magdalena, una jove cantant que es preocupa més pel seu èxit a la feina que per les manifestacions sentimentals del seu amic. Paul acaba trobant una feina en un institut de sondejos on és encarregat fer una enquesta sobre les principals preocupacions dels francesos. Viu provisionalment a casa de dues de les seves amigues.

## Repartiment
- Chantal Goya: Madeleine Zimmer
- Jean-Pierre Léaud: Paul
- Marlène Jobert: Élisabeth
- Michel Debord: Robert
- Catherine-Isabelle Duport: Catherine-Isabelle
- Eva-britt Strandberg: Ella (la dona a la pel·lícula)
- Birger Malmstel: Ell (l'home a la pel·lícula)
- Yves Afonso: l'home qui es suïcida (no surt als crèdits)
- Henri Attal: l'home que abraça un altre home (no surt als crèdits)
- Brigitte Bardot: la dona de la parella (no surt als crèditse)
- Antoine Bourseiller: L'home de la parella (no surt als crèdits)
- Chantal Darget: La dona al metro (no surt als crèdits)
- Françoise Hardy: La companya de l'oficial americà (no surt als crèdits)
- Med Hondo: L'home al Metro (no surt als crèdits)
- Elsa Leroy: Srta. 19 anys de Mademoiselle Âge Tendre (no surt als crèdits)
- Dominique Zardi: Home llegint una revista (no surt als crèdits)
- Mickey Baker: El productor (no surt als crèdits)

## Comentari
La joventut i el sexe de França d'avui. Un estudi de costums sobre els joves dels anys 60, amb el fons de la campanya electoral de les eleccions presidencials franceses de 1965.
La pel·lícula tracta sobretot la vida de parella al món modern i la sexualitat (pudor, plaer, prostitució, contracepció, avortament), cosa que li suposarà de ser prohibida als menors de 18 anys en la seva estrena. Tracta altres temes, com la violència, la guerra, l'homicidi, el suïcidi, el compromís polític i les certeses, la societat de consum o inclús el racisme. Evoca també la diferència que separa la realitat de la societat contemporània de la imatge que la sociologia en pot fer, proposant amb aquesta pel·lícula establir un retrat fidel de la gent jove de 1965, de les seves incerteses cap al futur i de les seves contradiccions.
La pel·lícula conté nombrosos cartells inserits entre les seqüències com en el cinema mut. Són coneguts alguns aforismes, com «Els fills de Marx i de la Coca-Cola, que en pot sortir...». La frase «El filòsof i el cineasta tenen en comú una certa manera de ser, una certa vista del món que és el d'una generació,» inserida en la pel·lícula, és de Merleau-Ponty.

## Premis i nominacions

### Premis
- Premi Interfilm – Menció honorable, al Festival Internacional de Cinema de Berlín 1966, per Jean-Luc Godard.
- Os de plata al Festival Internacional de Cinema de Berlín 1966 pel millor actor, Jean-Pierre Léaud
- Millor pel·lícula per gent jove al Festival Internacional de Cinema de Berlín 1966, per Jean-Luc Godard.

### Nominacions
- Os d'Or al Festival Internacional de Cinema de Berlín 1966, per Jean-Luc Godard.